# TV Most
TV Most (serbisch-kyrillisch ТВ Мост) ist ein Fernsehsender, der seinen Sitz in Zvečan im Kosovo hat. Gegründet wurde er 2002. Das Programm wird überwiegend auf Serbisch ausgestrahlt, seit Ende 2005 gibt es einmal wöchentlich Sondersendungen in Romani. Laut eigenen Angaben ist TV Most der meistgesehene serbischsprachige Sender in Kosovo und Metochien.
Das Programm umfasst Nachrichten, regionale Informationen, Bildung, Musik, Kultur, Unterhaltung, Sport und Sendungen für Kinder. TV Most betreibt zudem einen YouTube-Kanal.